# Соцфилэкс-84
«Соцфилэкс-84» (пол. Socphilex '84) — название международной филателистической выставки в формате «Соцфилэкс», которая проходила в сентябре 1984 года во Вроцлаве. Выставка была приурочена к 40-летию образования Польской Народной Республики (ПНР).

## Описание
Выставка проводилась с 8 по 16 сентября 1984 года во Вроцлаве, в городской ратуше. Устроителями выставки были Министерство связи Польши и Польский союз филателистов (ПСФ). Проходила она под девизом «Филателия на службе мира, братства и сотрудничества». Это была первая выставка в формате «Соцфилэкс», проходившая под патронатом Международной федерации филателии.
На выставке было представлено 223 экспоната, более половины из которых составляли тематические. В выставке принимали участие коллекционеры из следующих стран:
- ПНР — 80 экспонатов,
- СССР — 28 экспонатов,
- НРБ — 24 экспоната,
- Венгрии — 24 экспоната,
- ГДР — 22 экспоната,
- Чехословакии — 19 экспонатов,
- Румынии — 16 экспонатов,
- Кубы — 9 экспонатов,
- Монголии — 1 экспонат.

Жюри состояло из 13 членов — по одному члену из Болгарии, Чехословакии, Венгрии, ГДР, СРР, СССР, двое из ПНР и ещё четыре наблюдателя из ПНР. Председателем жюри был J. Ryblewski (Польша).
Экспонаты были разделены на четыре группы:
- I группа: экспонаты, посвящённые маркам Польской Народной Республики, и экспонаты, посвящённые борьбе за социализм и сотрудничество социалистических стран (класс «SOCFILEX»),
- II группа: экспонаты традиционной филателии (сюда же входили цельные вещи и аэрофилателия),
- III группа: тематические экспонаты, в том числе максимафилия,
- IV группа: литературный класс.

Класс или подкласс юношеской филателии на выставке «Соцфилэкс-84» отсутствовал.
В дни работы выставки прошло совещание представителей союзов филателистов, на котором был утверждён новый регламент выставок «Соцфилэкс», определён порядок разработки принципов оценки коллекций, согласован календарный план совместных мероприятий на ближайшие годы. Во Вроцлаве проходили выставки проектов почтовых марок ПНР, польских филателистических медалей и показ филателистических редкостей, хранящихся в Музее почты и связи.

## Награды выставки
Медалями и дипломами были награждены участники из следующих стран:
| Страна | Большая золотая медаль | Золотая медаль | Большая позолоченная медаль | Позолоченная медаль | Большая серебряная медаль | Серебряная медаль | Посеребрённая медаль | Бронзовая медаль |
| ------ | ---------------------- | -------------- | --------------------------- | ------------------- | ------------------------- | ----------------- | -------------------- | ---------------- |
| НРБ    | 2                      | 4              | 1                           | 4                   | 4                         | 6                 | 2                    | 1                |
| ВНР    |                        | 2              | 1                           | 3                   | 11                        | 4                 | 2                    | 1                |
| ГДР    | 1                      | 4              | 2                           | 4                   | 3                         | 3                 | 5                    |                  |
| Куба   |                        |                |                             | 2                   | 1                         |                   | 3                    | 3                |
| МНР    |                        |                |                             |                     |                           |                   | 1                    |                  |
| ПНР    | 6                      | 7              | 11                          | 10                  | 20                        | 15                | 10                   | 1                |
| СРР    |                        | 1              |                             | 3                   |                           | 5                 | 5                    | 2                |
| СССР   | 2                      | 6              | 3                           | 2                   | 7                         | 6                 | 2                    |                  |
| ЧССР   | 1                      | 2              | 3                           | 4                   | 4                         | 3                 | 1                    | 1                |

Большие золотые медали получили следующие экспонаты:
- коллекция Л. Я. Мельникова (СССР) «Воздушная почта СССР»,
- коллекция С. Садовски (ПНР) «Надпечатки на первых марках ПНР, выпущенных Гознаком СССР»,
- коллекция Д. Ландроха (ГДР) «Никогда не забудем — почта фашистских концентрационных лагерей».
- коллекция А. А. Осятинского (СССР) «Почта огненных лет 1941—1945 гг.». Эта коллекция получила также приз[1].

Золотых медалей были удостоены следующие собрания:
- коллекция А. В. Богдановского (Москва) «Партия и армия»,
- коллекция А. Н. Губы (Москва) «Народам мир всего дороже»,
- коллекция И. Г. Вердыша (Одесса) «Почтовые марки СССР»,
- коллекция М. Д. Кабанова (Москва) «Стандартные и почтовые марки РСФСР и СССР»,
- коллекция М. А. Добина (Ленинград) «Из истории почтового штемпеля России»[1].

Награды в литературном классе
В литературном классе Советский Союз был представлен 12 изданиями.
Больших серебряных медалей удостоены:
- Сборник «Советский коллекционер» № 20 и 21,
- И. Я. Левитас за работу «Филателия школьникам» (1983),
- С. Н. Аракелов за работу «Армения в филателии» (1980).

Остальные экспонаты получили серебряные и бронзовые награды.

## «Соцфилэкс-84» в филателии
В память о выставке почта ПНР выпустила почтовый блок из четырёх марок, маркированный конверт и три маркированные карточки. Проводились также специальные гашения, для чего были изготовлены двенадцать штемпелей с оригинальными рисунками.
Министерство связи СССР отметило открытие выставки маркированным конвертом, а в дни её работы в Москве на Международном почтамте состоялось гашение специальным штемпелем. Такие же гашения проходили в НРБ, ВНР, ГДР и ЧССР, а в СРР был издан маркированный конверт.